# Country alternativo
Country alternativo, ou country rock alternativo (às vezes, alt-country, insurgente country, Americana, ou y'allternative), é um subgênero vagamente definido de música country e/ou country rock que inclui bandas que diferem significativamente do estilo da música country mainstream, country rock mainstream e country pop. Artistas country alternativo são frequentemente influenciados pelo rock alternativo. Mais frequentemente, o termo tem sido usado para descrever certas bandas e artistas de música country e country rock que incorporaram influências de rock alternativo, heartland rock, Southern rock, country progressivo, outlaw country, neotradicional country, bluegrass, rockabilly, psychobilly, roots rock, indie rock, hard rock, folk revival, indie folk, folk rock, folk punk, punk rock, cowpunk, blues punk, blues rock, emocore, post-hardcore , e rhythm' n' blues.

## Definições e características

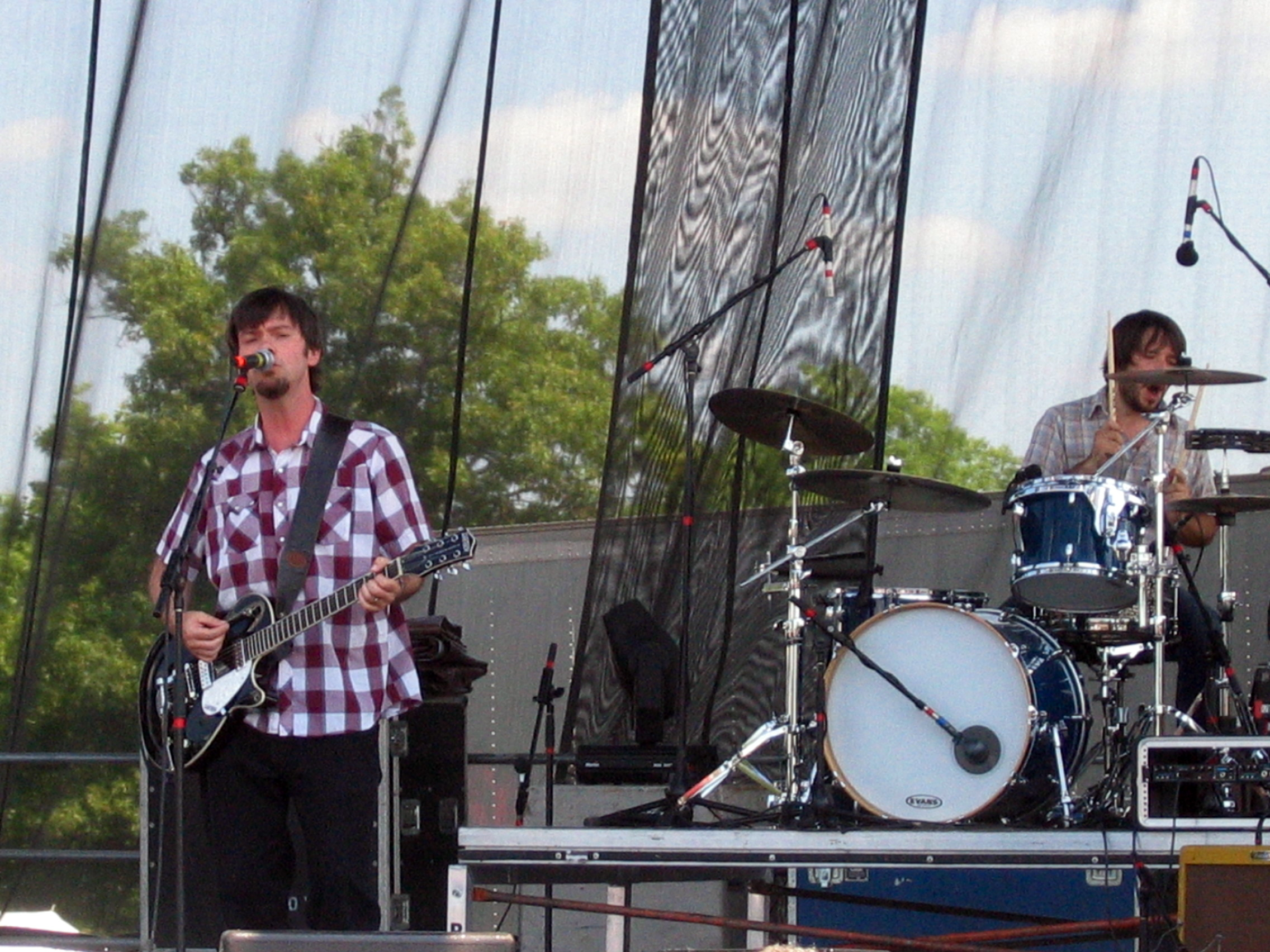
Son Volt performando no Wakarusa Music Festival em Lawrence, EUA

Na década de 1990, o termo country alternativo, juntamente ao rock alternativo, começou a ser usado para descrever um grupo diversificado de músicos e cantores que produziam fora das tradições e da indústria da música country mainstream. Muitos evitaram os valores das produções tradicionais cada vez mais sofisticados e sensíveis da música pop dominada por Nashville em detrimento de som mais lo-fi, frequentemente infundido com uma forte estética punk e rock and roll. As letras podem ser sombrias ou socialmente conscientes, mas também mais sinceras e menos propensas a usar os clichês às vezes usados por músicos country do mainstream. Em outros aspectos, os estilos musicais de artistas que se enquadram nesse gênero geralmente têm pouco em comum, variando da música folclórica americana tradicional e bluegrass, passando pelo rockabilly, honky-tonk e até o country e o rock mainstream. Essa rotulagem já amplamente confusa foi ainda mais bagunçada quando artistas do country alternativo negaram o movimento e artistas do mainstream declararam que faziam parte do movimento, além de alegações posteriores de músicos antigos ou veteranos que supostamente faziam parte do country alternativo. No Depression, a revista mais conhecida dedicada ao gênero, declarou que cobria a "música country alternativa (seja lá o que isso for)".

## História

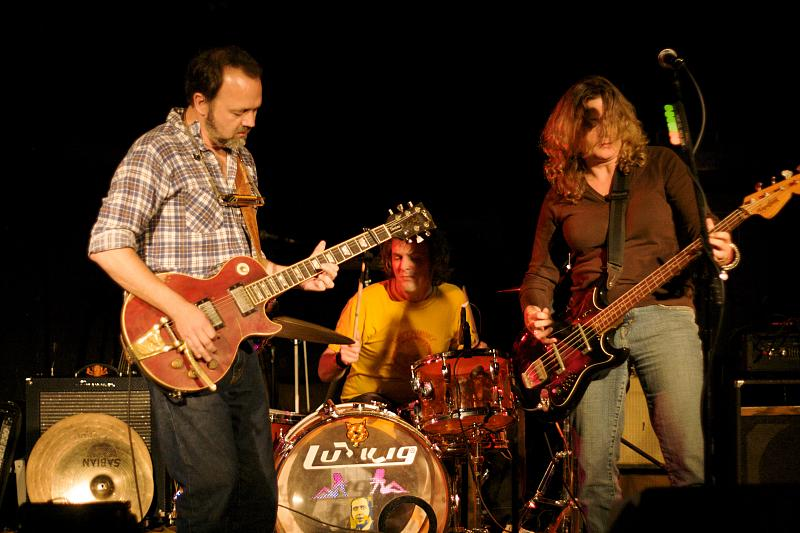
Blue Mountain se apresentando no bar The Bottleneck em Lawrence em 2008

O country alternativo se baseou na música country americana tradicional, a música dos trabalhadores, preservada e celebrada por cantores como Woody Guthrie, Hank Williams e The Carter Family, frequentemente citados como grandes influências. Outra grande influência foi o country rock, resultado da fusão da música country com o som do rock and roll. O artista mais comumente citado como criador do country rock é Gram Parsons (que se referiu ao seu som como "Cosmic American Music"), embora Michael Nesmith, Steve Earle e Gene Clark sejam frequentemente identificados como importantes inovadores. O terceiro fator foi o punk rock, que forneceu energia e atitude DIY.
As tentativas de combinar punk e country foram iniciadas por Jason & The Scorchers de Nashville, na cena cowpunk do sul da Califórnia dos anos 1980 com bandas como Long Ryders, X, e com a banda The Jayhawks de Minneapolis. Essas estilos se fundiram totalmente no LP No Depression de 1990, de Uncle Tupelo, que é amplamente creditado como o primeiro álbum "alt-country". O álbum deu nome à revista No Depression, especializada no gênero e uma das responsáveis por fomentar e sustentar o movimento. Uncle Tupelo lançou mais três álbuns influentes, assinando com uma grande gravadora, antes de se separarem em 1994. Seus membros se separaram e posteriormente se uniram a outras figuras do gênero para formar três grandes bandas do gênero: Wilco, Son Volt e Bottle Rockets. O Bottle Rockets assinou junto com bandas como Freakwater, Old 97's e Robbie Fulks, para o selo indie de Chicago, Bloodshot, na qual foram pioneiros em um subgênero batizado de country insurgente. As bandas Blue Mountain, Whiskeytown, Blood Oranges e Drive-By Truckers desenvolveram ainda mais essa tradição antes que a maioria começasse a se mover mais na direção do rock nos anos 2000.